# Nowosiółki (gmina Sławatycze)
Nowosiółki – wieś w Polsce położona w województwie lubelskim, w powiecie bialskim, w gminie Sławatycze.
W latach 1975–1998 miejscowość należała administracyjnie do województwa bialskopodlaskiego.
Wieś jest sołectwem w gminie Sławatycze. Według Narodowego Spisu Powszechnego z roku 2011 wieś liczyła 134 mieszkańców.
Wierni Kościoła rzymskokatolickiego należą do parafii Przemienienia Pańskiego w Jabłecznej.

## Części wsi
| SIMC    | Nazwa     | Rodzaj             |
| ------- | --------- | ------------------ |
| 0019614 | Ośrodek   | część miejscowości |
| 0019620 | Zaprużyta | część miejscowości |